# Château de Bellesbat
Le château de Bellesbat (ou de Belesbat) est un édifice situé sur le territoire de la commune de Courdimanche-sur-Essonne dans le département français de l'Essonne.

## Histoire
Le château date du XVIe siècle. 
En 1573, Madeleine de L'Hospital est femme de Robert Hurault, seigneur de Belesbat, président et chef du conseil de la duchesse de Savoie tante du roi, et héritière de Michel de L'Hospital, chevalier, chancelier de France, son père.[réf. nécessaire]
En 1617, le château est la propriété de leur fils Pierre Hurault de L'Hospital chevalier, conseiller du roi en ses conseils d'État et privé, maître des requêtes de son hôtel, demeurant à Paris, île du Palais, sur le quai.[réf. nécessaire]
En 1725, le château appartenait à Jean-Baptiste Berthelot de Duchy, oncle de Mme de Prie, mais il louait cette résidence au marquis de Livry qui y donna une magnifique fête dont Voltaire fut l'invité d'honneur.[réf. nécessaire]
En 1740, le château revint aux Le Pescheux seigneur de Guigneville.[réf. nécessaire]
La porterie fait l'objet d'une inscription au titre des monuments historiques depuis le 2 février 1948.